# 1937 en Lorraine
Chronologie de la Lorraine
- 1933
- 1934
- 1935
- 1936
- 1937
- 1938
- 1939
- 1940
- 1941

Cette page est une liste d'événements qui se sont produits durant l'année 1937 en Lorraine.

## Événements

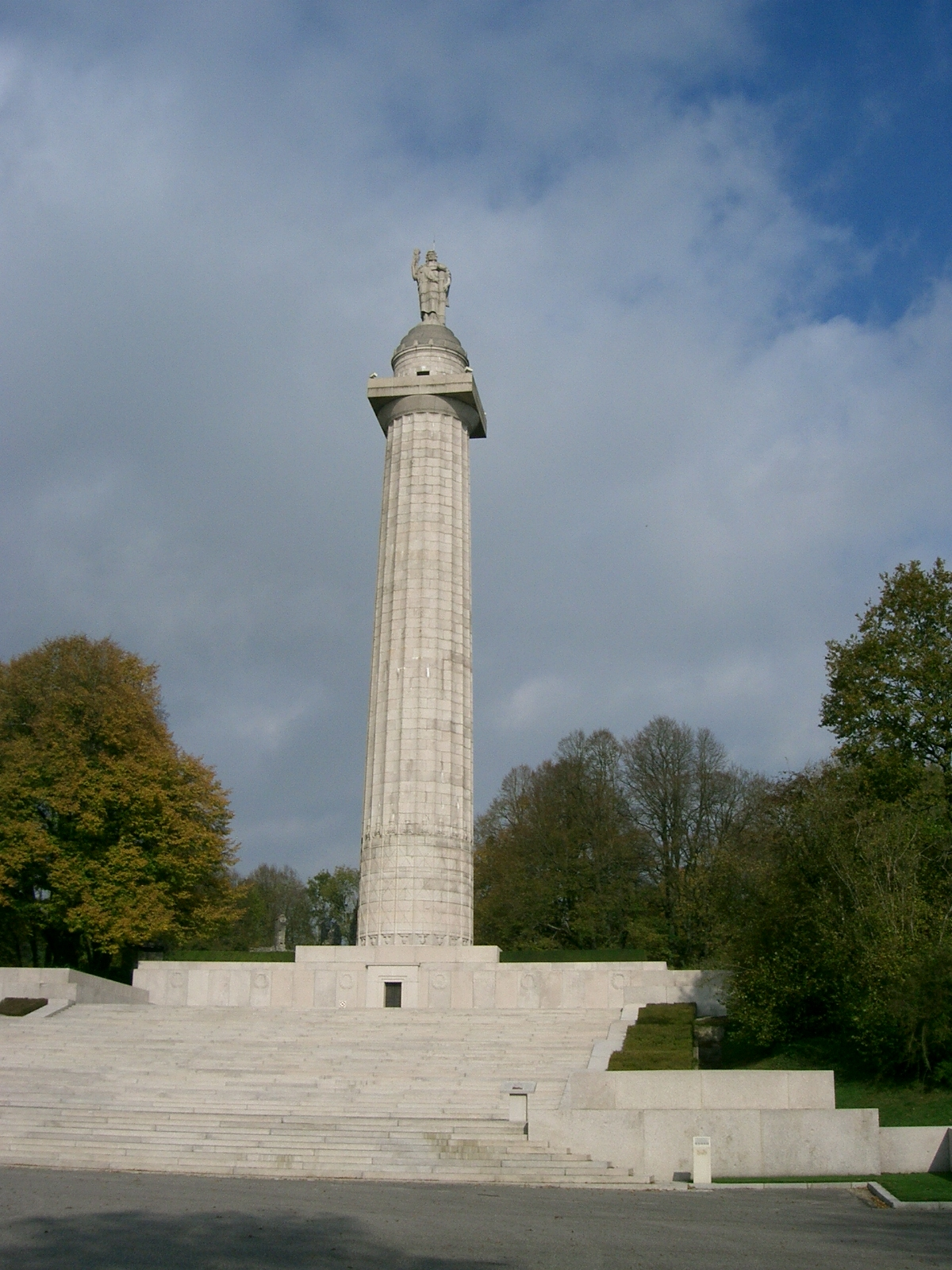
Monument américain de la butte de Montfaucon.

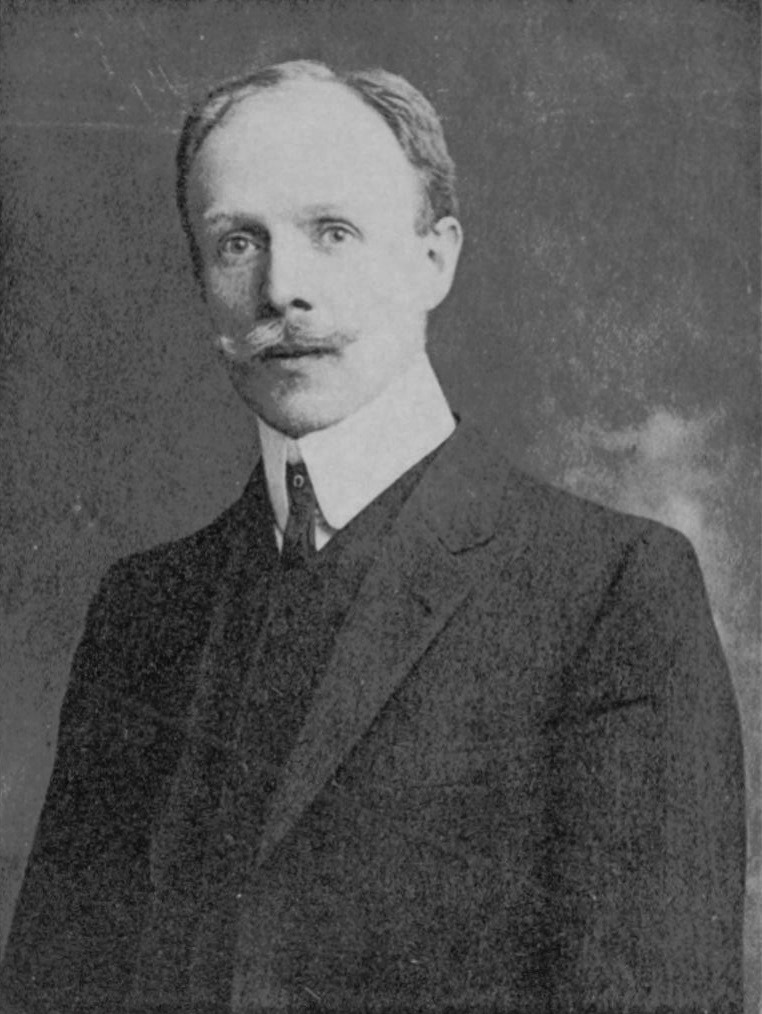
Charles Berlet.

- Louis Madelin, membre de l'Académie française, préside en Lorraine, à la mort de Lyautey, l'Association des Amis du berceau de Jeanne d'Arc, qui organise des manifestations de masse de 1937 à 1939 à Domrémy, sous l'égide des Compagnons de Jeanne d'Arc.
- Fondation de l'ASPTT Metz, club de football messin.
- Introduction à la bourse de Paris du titre Carbone lorraine.
- Création de la société Dodo à Saint-Avold[1].
- Charles Berlet devient président de l'Académie de Stanislas[2].
- Martial Brousse devient président de l'Union des cultivateurs meusiens[3].
- Lucien Genot, membre de la société de tir de Nancy toujours sur les podiums : troisième place, par équipe, aux championnats du monde de l'épreuve 50 mètres genoux [4]
- 24 janvier : Charles-Henri Cournault prend ses fonctions de sénateur de Meurthe-et-Moselle.
- 31 mars : Christian Chambosse découvre la  grotte des Sept Salles à Pierre-le-Treiche[5]
- Avril 1937 : lancement de la Lorraine 37L, ou selon sa désignation officielle au sein de l'armée française Tracteur de ravitaillement pour chars 1937 L (TRC 37L), chenillette développée par Lorraine-Dietrich pendant l'Entre-deux-guerres, juste avant le déclenchement de la Seconde Guerre mondiale. Elle répond à une commande de l'armée française lancée en avril 1936 pour un véhicule de transport de carburant et de munitions complètement blindé, destiné à ravitailler les unités de chars sur la ligne de front.
- 2 juillet : la troisième étape du Tour de France relie Charleville à Metz. Victoire de Walter Generati en 4h13'02"[6].
- 3 juillet : la quatrième étape prend son départ à Metz pour rejoindre Belfort. Erich Bautz gagne en 6 h 28 min 56 s[6].
- 1 août : inauguration du monument américain de Montfaucon, en présence du président de la République française, Albert Lebrun. Le président des États-Unis, Franklin Delano Roosevelt, prononça depuis Washington une allocution qui fut retransmise en direct à Montfaucon.
- 5 décembre : inauguration du Musée lorrain de Nancy réaménagé par Georges Huisman, directeur général des Beaux-Arts[7].

## Inscriptions ou classements aux titre des monuments historiques
- En Meuse : Butte de Vauquois[8]; Enceinte fortifiée de Verdun[9]

- En Moselle : Chapelle Sainte-Croix de Forbach[10]; Fontaine à Saint-Avold, 38 rue Poincaré[11]

- Dans les Vosges : Château de Saint-Baslemont[12]

## Naissances

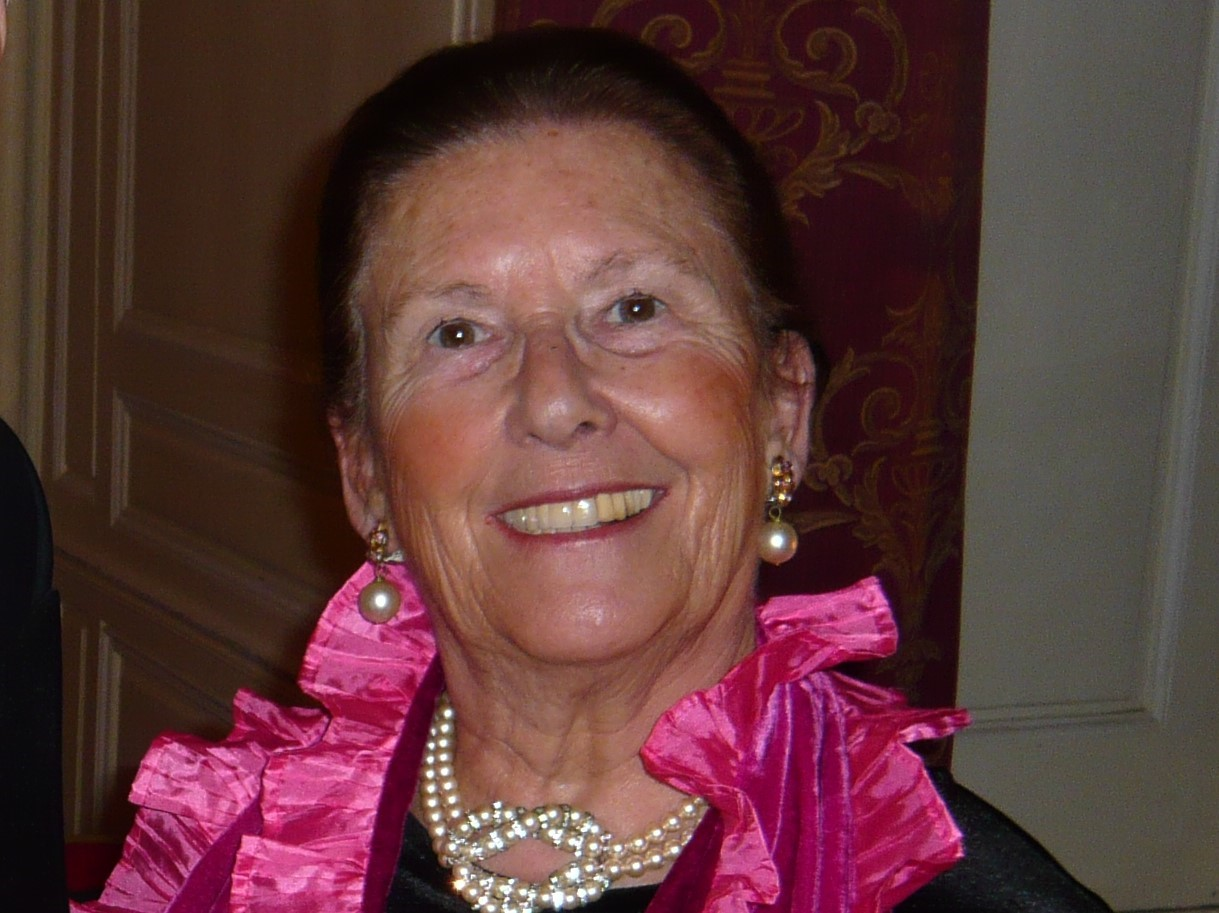
Elisabeth du Réau.

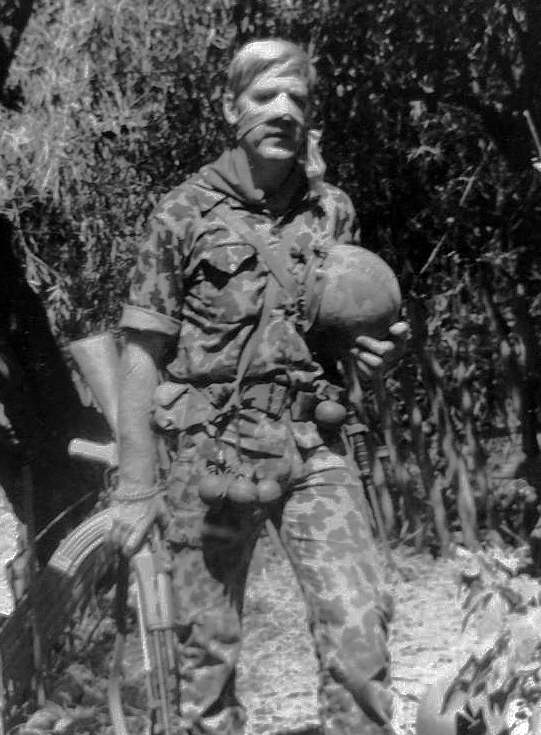
Dominique Borella au Cambodge.

- 23 janvier à Metz : Marcel Husson, entraîneur français, et ancien joueur de football.
- 6 février à Nancy : Élisabeth du Réau, morte le 6 février 2021 à Paris, historienne française, professeure émérite, spécialiste des relations internationales.
- 5 mars au Ban-Saint-Martin : Georges Zvunka, footballeur français ayant fait toute sa carrière au FC METZ .
- 9 mars à Villerupt : Arnaud Lepercq, homme politique français, mort le 20 décembre 2015 à Poitiers (Vienne) à l'âge de 78 ans. Ancien combattant de la guerre d'Algérie[13], père de quatre enfants, il a obtenu la Légion d'honneur en 2010.
- 24 mars à Nancy : Guy Legris, ancien commissaire de police. Proche de Jacques Dominati (UDF) et Jean Tiberi (RPR puis UMP), il fut une des chevilles ouvrières du RPR à Paris dont il a été secrétaire général adjoint.
- 28 mars à Thionville : Jean Baechler, mort le 13 août 2022[14] à Draveil[15], universitaire et sociologue français[16].
- 24 avril à Nancy : Jean-Claude Demonté est un homme politique français, mort le 2 janvier 1990 dans la même ville. Il est député de Meurthe-et-Moselle de 1977 à 1978.
- 30 avril à Saint-Mihiel : Rémy Lemaire, mort le 1er septembre 1992 en Namibie[17], physicien français.
- 6 mai à Metz : Pierre Merlin, ingénieur géographe, urbaniste, expert-démographe, statisticien et actuaire. Il a présidé l'Université de Paris VIII-Vincennes (1976-1980). Il a fondé et présidé l’Institut français d’urbanisme de cette université, puis l'Institut d'Urbanisme et d'Aménagement de la Sorbonne. Il est aujourd’hui professeur émérite à l’université de Paris-I (« Panthéon-Sorbonne »).
- 9 mai à Dombasle-sur-Meurthe : Clara Bonaldi, morte le 24 novembre 2006 à Paris 15e[18], violoniste française.
- 12 mai à Metz : Claude Reichman, homme politique, dramaturge et essayiste français.
- 25 mai à Creutzwald : Roger Moy, footballeur français [19], mort le 20 octobre 2007 à Eaubonne (Val-d'Oise).
- 2 juin à Lunéville : Gérard Braun, homme politique français.
- 9 juin à Moyeuvre-Grande : Alexis François Borella, connu par ses noms de guerre Dominique Borella (Cambodge 1975) et Capitaine François (Liban 1975), soldat et mercenaire français.
- 1er août à Sarreguemines : Robert Philippe, mort le 11 juillet 2016 à Saint-Priest-en-Jarez[20].
- 31 août à Cléry-le-Petit : Henriette Bernier, née Chauderlot[21],[22]  , morte le 19 décembre 2022[23] à Dun-sur-Meuse[24], romancière régionaliste française.
- 27 septembre :
  - à Metz : Ali Tounsi[25] , mort assassiné le 25 février 2010 à Alger, militaire algérien, directeur général de la sûreté nationale (DGSN).
  - à Nancy : Francis Roussely, pilote privé de rallye français.
- 24 octobre à Pont-à-Mousson : Michel Kuhn, décédé le 24 septembre 1992 à Saint-Max (Meurthe-et-Moselle), universitaire français, fervent défenseur de la télévision éducative.
- 14 novembre à Nancy : Marion Créhange, née Marion Caen[26], morte dans la même ville le 28 mars 2022[27], est une scientifique française.
- 16 novembre à Remiremont : André Veyssière, homme politique français, ayant été Maire de Dugny, en Seine-Saint-Denis, du 19 mars 1989 au 3 juillet 2020.

## Décès

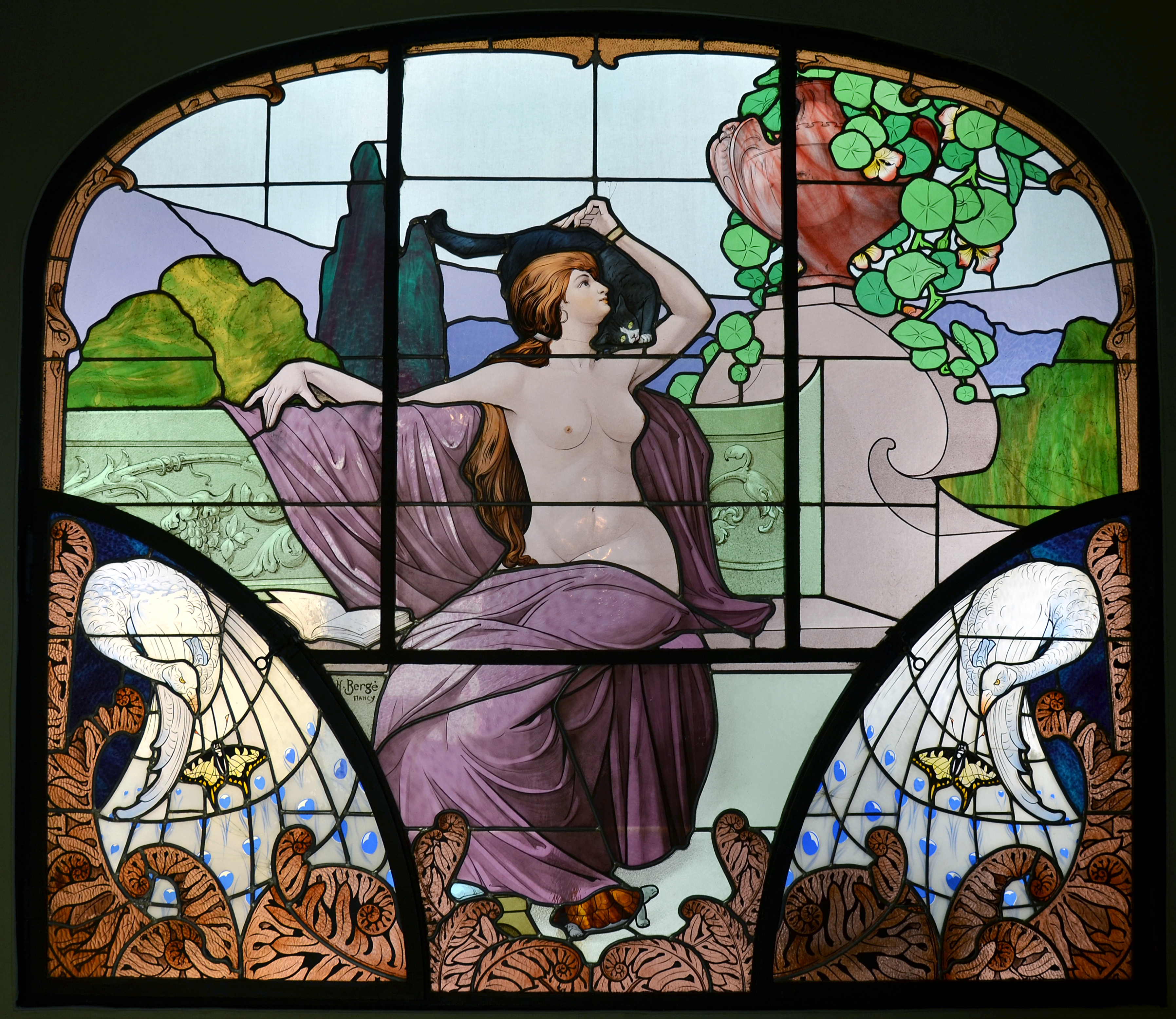
Vitrail La lecture de Henri Bergé

- à Nancy : Henri Bergé, né en 1870 à Diarville, décorateur et illustrateur Art nouveau français.
- 4 mars à Nancy : Louis-Martin de Courten né le 11 novembre 1835 à Sierre , personnalité militaire suisse. Il fut notamment le 22e commandant de la Garde suisse pontificale.
- 14 juin à Éton (Meuse) : Alfred Didry est un agriculteur et un homme politique français né le 15 avril 1862 à Éton (Meuse).
- 10 septembre à Flin : Émile Hinzelin, né à Nancy le 13 avril 1857[28], écrivain, journaliste, poète et romancier français.
- 12 décembre à Nancy : André Kauffer, né à Nancy le 24 juillet 1867[29], orfèvre-joaillier de l'École de Nancy.